# Liga Sprawiedliwości (film)
Liga Sprawiedliwości (ang. Justice League) – amerykański film akcji na podstawie serii komiksów o grupie superbohaterów o tej samej nazwie wydawnictwa DC Comics w reżyserii Zacka Snydera na podstawie scenariusza Chrisa Terrio i Jossa Whedona. Snyder zrezygnował z dalszych prac nad Ligą Sprawiedliwości na etapie postprodukcji z powodów osobistych, w związku z czym obowiązki reżysera przejął Whedon. W rolach głównych wystąpili: Ben Affleck, Henry Cavill, Amy Adams, Gal Gadot, Ezra Miller, Jason Momoa, Ray Fisher, Jeremy Irons, Diane Lane, Connie Nielsen, J.K. Simmons i Ciarán Hinds.
Po wydarzeniach z filmu Batman v Superman: Świt sprawiedliwości i śmierci Supermana Batman i Wonder Woman rekrutują Flasha, Aquamana i Cyborga, aby uratować świat przed zagrożeniem ze strony Steppenwolfa i jego armii Parademonów.
Jest to piąty film należący do franczyzy DC Extended Universe. Światowa premiera miała miejsce 26 października 2017 w Pekinie. W Polsce zadebiutował on 17 listopada tego samego roku. Koszt produkcji filmu wyniósł 300 milionów dolarów, co uczyniło go jednym z najdroższych filmów w historii kina. Liga Sprawiedliwości zarobiła niecałe 658 milionów, zbierając mieszane recenzje od krytyków.
Film borykał się z wieloma trudnościami w trakcie produkcji. Scenariusz przechodził wiele korekt, a gdy Zack Snyder w maju 2017 roku opuścił projekt, miejsce Snydera zajął Joss Whedon, który nadzorował dalszą cześć produkcji filmu. Oprócz tego Warner Bros. zarządziło skrócenie Ligi Sprawiedliwości do 120 minut. Film został negatywnie przyjęty przez widzów, a jego wynik finansowy nie spełnił oczekiwań studia. Pod wpływem fanów, członków obsady i ekipy produkcyjnej Snyder opublikował swoją wersję filmu. Liga Sprawiedliwości Zacka Snydera ukazała się w Stanach Zjednoczonych i w Polsce 18 marca 2021 roku na platformie HBO Max.

## Streszczenie fabuły
Przed wiekami Ziemia została zaatakowana przez armię Parademonów z planety Apokolips. Jej dowódca Steppenwolf miał także do dyspozycji trzy połączone Mother Boksy, potężne urządzenia zdolne przekształcać światy. Próba ta została udaremniona przez sojusz bogów olimpijskich, Amazonek, Atlantów, ludzi i istot pozaziemskich. Po odparciu armii Steppenwolfa Mother Boksy zostały rozdzielone i ukryte. Współcześnie ludzkość od dwóch lat pogrążona jest w żałobie po śmierci Supermana, która spowodowała reaktywację Mother Boksów. Korzystając z okazji, Steppenwolf wraca na Ziemię, by odzyskanie przychylności swojego mistrza Darkseida poprzez zebranie i połączenie Mother Boksów, które mają zniszczyć ekosystem Ziemi i przekształcić ją na wzór Apokolips.
Steppenwolf odnajduje pierwszy Mother Box w Themyscirze, lecz królowa Amazonek Hippolita ostrzega swoją córkę Dianę o  powrocie Steppenwolfa na Ziemię. Wonder Woman łączy siły z Bruce’em Wayne’em i postanawiają oni odnaleźć innych superludzi do pokonania Steppenwolfa. Wayne znajduje Arthura Curry’ego i Barry’ego Allena / Flasha, a Diana – Victora Stone’a. Bruce’owi nie udaje się przekonać Curry’ego, aby do nich dołączył. Diana również nie przekonuje Stone’a, jednak ten mimo to decyduje się im pomóc w zlokalizowaniu zagrożenia – Victor później zmienia zdanie i przyłącza się, po tym, jak jego ojciec Silas i kilku jego pracowników ze S.T.A.R. Labs zostało porwanych przez Steppenwolfa.
Wkrótce Steppenwolf atakuje Atlantydę, aby odzyskać drugi Mother Box, co zmusza Curry’ego do działania. Zespół otrzymuje informacje od komisarza Jamesa Gordona, które doprowadzają grupę do armii Steppenwolfa znajdującej się w opuszczonym budynku w porcie Gotham. Grupie udaje się uratować pracowników S.T.A.R. Labs, jednak budynek ulega zalaniu podczas walki i zespół zostaje w nim uwięziony. Dzięki Curry’emu bohaterom udaje się wydostać. Stone oddaje drużynie ostatni, ukryty przez siebie Mother Box, w celu zbadania go. Wyjawia też, że jego ojciec użył Mother Boksu do odbudowania jego ciała po wypadku. Wayne decyduje, aby użyć Mother Boksu do wskrzeszenia Clarka Kenta / Supermana w celu uzyskania jego pomocy w odparciu inwazji Steppenwolfa i przywrócenia nadziei ludzkości. Diana i Curry nie są przekonani do tego pomysłu, ale Wayne opracowuje plan, na wypadek, gdyby Superman stał się wobec nich wrogi po odrodzeniu.
Ciało Clarka Kenta zostało ekshumowane i umieszczone w płynie owodniowym komory kryptońskiego statku zwiadowczego razem z Mother Boksem. Urządzenie zostaje aktywowane przy użyciu mocy Flasha, a Superman zostaje pomyślnie wskrzeszony. Okazuje się, że wspomnienia Supermana nie powróciły. Kent atakuje grupę, po tym jak Stone przypadkowo wystrzelił w niego pocisk. Wayne po walce z Supermanem postanawia uruchomić swój plan awaryjny i sprowadza Lois Lane. Dzięki temu Superman uspokaja się i zabriera Lane do swojego rodzinnego domu w Smallville, gdzie odzyskuje swoje wspomnienia. Podczas zamieszania Mother Box pozostaje niestrzeżony, dzięki czemu Steppenwolf wchodzi w jego posiadanie. Piątka superbohaterów, bez Supermana, udaje się do wioski w Rosji, gdzie Steppenwolf planuje połączyć Mother Boksy, aby przeobrazić Ziemię. Udaje im się przedrzeć przez legiony Parademonów i dotrzeć do Steppenwolfa, ale nie są w stanie odwrócić jego uwagi, aby Stone mógł je rozdzielić. Na miejscu pojawia się Superman, który pomaga Allenowi w ewakuacji miasta, a później Stone’owi w rozdzieleniu Mother Boksów. Drużyna pokonuje Steppenwolfa, który zostaje zaatakowany również przez swoją armię, a następnie razem z nią się teleportuje.
Po bitwie Bruce i Diana decydują się na utworzenie bazy operacyjnej dla Ligi Sprawiedliwości z miejscem dla większej liczby członków. Diana kontynuuje swoje zadania jako superbohaterka, Allen zatrudnia się w wydziale policji w Central City, Victor Stone decyduje się na doskonalenie swoich umiejętności pod okiem swojego ojca w S.T.A.R. Labs, Curry postanawia odzyskać swoje dziedzictwo i nadal chronić ludzi na morzach, Superman powraca do swojego dawnego życia jako reporter i obrońca Ziemi, a Bruce odzyskuje swoją posiadłość.
W scenie między napisami końcowymi Superman i Flash podejmują przyjacielskie wyzwanie, którego celem jest wykazanie szybszego z nich. W scenie po napisach Lex Luthor ucieka z Arkham Asylum, a następnie rekrutuje Slade’a Wilsona z zamiarem utworzenia własnej ligi.

## Obsada
| Polski dubbing |
| • Jacek Rozenek jako Bruce Wayne / Batman • Grzegorz Kwiecień jako Clark Kent / Superman • Magdalena Kacprzak jako Lois Lane • Olga Bołądź jako Diana Prince / Wonder Woman • Michał Klawiter jako Barry Allen / Flash • Jan Aleksandrowicz-Krasko jako Arthur Curry / Aquaman • Tomasz Błasiak jako Victor Stone / Cyborg • Andrzej Chudy jako Alfred Pennyworth • Katarzyna Kozak jako Martha Kent • Magdalena Cielecka jako Hippolyta • Janusz Leśniewski jako James Gordon • Michał Konarski jako Steppenwolf |

- Ben Affleck jako Bruce Wayne / Batman, miliarder, właściciel Wayne Enterprises i współzałożyciel Ligi Sprawiedliwości. Poświęca się ochronie rodzinnego miasta – Gotham City – jako doskonale wyszkolony, zamaskowany strażnik, wyposażony w nowoczesne narzędzia i broń[6].
- Henry Cavill jako Kal-El / Clark Kent / Superman, Kryptończyk, którego biologiczni rodzice wysłali na Ziemię, aby przeżył zagładę ich rodzimej planety. Pracuje jako dziennikarz w Daily Planet, a także broni Metropolis. Jest inspiracją dla Ligi Sprawiedliwości, której zostaje członkiem[6].
- Amy Adams jako Lois Lane, reporterka gazety Daily Planet i dziewczyna Clarka[7].
- Gal Gadot jako Diana Prince / Wonder Woman, amazońska księżniczka i nieśmiertelna półbogini, córka Zeusa, współzałożycielka Ligi Sprawiedliwości[6].
- Ezra Miller jako Barry Allen / Flash, kryminolog policyjny w Central City, który potrafi poruszać się z nadludzką szybkością[7].
- Jason Momoa jako Arthur Curry / Aquaman, następca tronu podwodnego miasta Atlantis, który potrafi manipulować falami, komunikować się z wodnymi stworzeniami i pływać z nadludzką szybkością[7].
- Ray Fisher jako Victor Stone / Cyborg, były sportowiec, którego ciało po ciężkim wypadku zostało cybernetycznie zrekonstruowane. Potrafi manipulować urządzeniami elektronicznymi, może latać i dowolnie zmieniać swoje uzbrojenie[8].
- Jeremy Irons jako Alfred Pennyworth, kamerdyner Bruce’a Wayne’a[9].
- Diane Lane jako Martha Kent, przybrana matka Clarka[10].
- Connie Nielsen jako Hippolita, królowa Amazonek i matka Diany Prince[11].
- J.K. Simmons jako James Gordon, komisarz policji w Gotham City, sojusznik Batmana[12].
- Ciarán Hinds jako Steppenwolf, pochodzący z planety Apokolips dowódca armii Parademonów, który chce podbić Ziemię[13].
- Amber Heard jako Mera, wychowywana przez królową Atlannę wojowniczka Atlantis, która posiada zdolności hydrokinetyczne i telepatyczne[14].
- Joe Morton jako Silas Stone, ojciec Victora i szef S.T.A.R. Labs[11].

Olimpijskich bogów zagrali: Sergi Constance jako Zeus, Nick McKinless jako Ares i Aurore Lauzeral jako Artemis. Twarz McKinlessa została zastąpiona Davidem Thewlisem, który ostatecznie został wymieniony w napisach jako Ares. Julian Lewis Jones wystąpił jako Atlan, król podwodnego miasta Atlantis, a Francis Magee jako Arthur Pendragon, król Anglii. W rolach cameo wystąpili: Billy Crudup jako Henry Allen, ojciec Barry’ego; Kobna Holdbrook-Smith jako Crispus Allen; Marc McClure jako oficer Ben Sadowsky, a w scenie po napisach Joe Manganiello jako Slade Wilson / Deathstroke i Jesse Eisenberg jako Lex Luthor. Eleanor Matsuura jako Epione, Samantha Jo jako Euboea, Lisa Loven Kongsli jako Menalippe, Brooke Ence jako Penthiselea, Ann Ogbomo jako Philippus, Hari James jako Trigona i Doutzen Kroes jako Venelia powtórzyły swoje role wojowniczek Amazonek z filmu Wonder Woman.
Willem Dafoe i Kiersey Clemons nakręcili sceny jako Nuidis Vulko i Iris West, jednak ich role zostały wycięte z ostatecznej wersji filmu. Scena przedstawiająca Zielone Latarnie odwiedzające Batmana została nakręcona jako dodatkowa scena po napisach końcowych – miała ona zapowiadać film o tej grupie bohaterów, jednak została w późniejszym czasie usunięta. Inne wycięte sceny z ostatecznej wersji, to m.in.: Ryan Zheng w roli Ryana Choi, przedstawiający przyszłość postaci jako The Atom; walka między Aresem i Darkseidem, Harry Lennix jako Calvin Swanwick, w scenie ujawniającej, że jego postać to w rzeczywistości J’onn J’onzz / Martian Manhunter; sceny z udziałem sługi Darkseida – DeSaada. Wszystkie te sekwencje zostały włączone do Ligi Sprawiedliwości Zacka Snydera.

## Produkcja

### Rozwój projektu

#### Justice League: Mortal
W lutym 2007 roku poinformowano, że Warner Bros. zatrudniło małżeństwo Michele i Kierana Mulroney’ów do napisania scenariusza do filmu Justice League: Mortal. W tym samym czasie pojawiła się wiadomość o anulowaniu długo opracowywanego przez Jossa Whedona filmu Wonder Woman oraz napisanego i wyreżyserowanego przez Davida S. Goyera The Flash, . Scenariusz nowego filmu autorstwa Michele i Kierana Mulroney został przedstawiony Warner Bros. w czerwcu 2007 roku i otrzymał pozytywne opinie, co skłoniło studio do natychmiastowego przyspieszenia produkcji w nadziei na rozpoczęcie zdjęć przed strajkiem Amerykańskiej Gildii Scenarzystów. Warner Bros. nie chciało kontynuować prac nad sequelem Superman: Powrót, ponieważ było rozczarowane jego wynikami finansowymi. Brandon Routh nie został poproszony o ponowne wcielenie się w rolę Supermana w Justice League: Mortal, ani Christian Bale w Batmana z Batman: Początek. W intencji Warner Bros. Justice League: Mortal miało być początkiem nowej serii filmowej. Krótko po nakręceniu Mrocznego Rycerza Bale stwierdził w wywiadzie, że „lepiej byłoby nie wchodzić w paradę serii o Batmanie” i uznał, że bardziej sensowne byłoby dla Warner Bros. wydanie nowego filmu dopiero po premierze Mroczny Rycerz powstaje. Pierwotnie stanowisko reżysera miał zająć Jason Reitman, który jednak odrzucił tę propozycję, ponieważ uważał się za niezależnego filmowca i wolał trzymać się z dala od wysokobudżetowych filmów o superbohaterach. We wrześniu 2007 roku kontrakt podpisał George Miller, a Barrie Osbourne został producentem. Budżet ustalono na 220 milionów dolarów.
W następnym miesiącu prawie 40 aktorów i aktorek wzięło udział w przesłuchaniach do filmu, w tym Joseph Cross, Michael Angarano, Max Thieriot, Minka Kelly, Adrianne Palicki i Scott Porter. Miller zamierzał obsadzić młodszych aktorów, ponieważ chciał, aby „dorastali” do swoich ról w ciągu kilku filmów. D.J. Cotrona został obsadzony jako Superman, a Armie Hammer jako Batman. Jessica Biel negocjowała rolę Wonder Woman, lecz ostatecznie odmówiła. Pojawiały się też spekulację, że postać tę mogą zagrać Teresa Palmer i Shannyn Sossamon, a także Mary Elizabeth Winstead, która potwierdziła, że brała udział w przesłuchaniach. Później kreację tę powierzono Megan Gale, natomiast Palmer została obsadzona jako Talia al Ghul. Film miał zawierać także Johna Stewarta w roli Zielonej Latarnii, którą pierwotnie oferowano Columbusowi Shortowi. Adam Brody miał zagrać Barry’ego Allena / Flasha, Jay Baruchel – Maxwella Lorda, natomiast później potwierdzono też, że w roli Aquamana obsadzony był Santiago Cabrera.
W styczniu 2008 rozpoczął się strajk scenarzystów, co spowodowało wstrzymanie prac nad filmem. Warner Bros. musiało pozwolić na wygaśnięcie kontraktów dla obsady, choć w lutym 2008 roku, kiedy strajk się zakończył rozwój został wznowniony. Warner Bros. i Miller chcieli natychmiast rozpocząć zdjęcia, ale produkcja została przesunięta o trzy miesiące. Pierwotnie większość filmu miała być kręcona w Fox Studios Australia w Sydney. Australijska Komisja Filmowa miała wpływ na wybór obsady, dając George’owi Millerowi możliwość obsadzenia Gale’a, Palmera i Keays-Bryne. Ekipa produkcyjna składała się w całości z Australijczyków, ale australijski rząd odmówił Warner Bros. 40-procentowego zwrotu podatku, ponieważ uważał, że wytwórnia nie zatrudniła wystarczającej liczby australijskich aktorów, co sfrustrowało Millera. Biura produkcyjne zostały następnie przeniesione do Vancouver Film Studios w Kanadzie. Zdjęcia do filmu przesunięto na lipiec 2008 roku, jednak Warner Bros wciąż było przekonane, że zdoła wyprodukować film do lata 2009 roku.
W związku z dalszymi opóźnieniami w produkcji i sukcesem Mrocznego Rycerza w lipcu 2008 roku, Warner Bros. postanowiło skupić się na rozwoju solowych filmów o superbohaterach z komiksów DC Comics, pozwalając reżyserowi Christopherowi Nolanowi na ukończenie trylogii Batmana. Wznowiono prace nad solowym filmem o Zielonej Latarni, który zadebiutował w 2011 roku, okazując się rozczarowaniem pod względem finansowym oraz krytycznym. W międzyczasie w fazie rozwoju pozostawały nadal filmy o Flashu i Wonder Woman, natomiast w 2011 roku rozpoczęły się zdjęcia do rebootu Supermana – Człowieka ze stali, wyprodukowanego przez Nolana i napisanego przez Davida S. Goyera. W październiku 2012 roku, po wygraniu sporu w sprawie majątku Joego Shustera i praw do postaci Supermana, Warner Bros. ogłosiło, że planuje ruszyć z produkcją Ligi Sprawiedliwości. Wkrótce po zakończeniu zdjęć do Człowieka ze stali, Warner Bros. przyjęło Willa Bealla, by napisał scenariusz do tego projektu. Prezes Warner Bros. Jeff Robinov wyjaśnił, że film o Supermanie będzie „nadawał ton temu, jak będą wyglądały przyszłe produkcje”. Goyer stwierdził, że jeśli w przyszłych produkcjach pojawi się postać Zielonej Latarnii, to będzie ona inną wersją tego bohatera, niezwiązaną z filmem z 2011 roku.

#### PremieraCzłowieka ze stali
Po wydaniu Człowieka ze stali w czerwcu 2013 roku, Goyer został zatrudniony do napisania sequela, a także nowej Ligi Sprawiedliwości. Porzucono jednocześnie projekt Bealla. Kontynuacja, Batman v Superman: Świt sprawiedliwości, nie tylko miała nowego Batmana w tym samym uniwersum co Superman, ale pomogła nakreślić podwaliny pod film o Lidze Sprawiedliwości, wprowadzając innych superbohaterów. W kwietniu 2014 roku ogłoszono, że Zack Snyder będzie reżyserem filmu. W lipcu następnego roku Warner Bros. miało zabiegać o zatrudnienie Chrisa Terrio w celu przepisania scenariusza, gdyż byli pod wrażeniem jego pracy przy Batman v Superman. 15 października 2014 roku studio oficjalnie ogłosiły plany dotyczące franczyzy – wśród nich znalazła się informacja, że film zostanie wydany w dwóch częściach: pierwsza z premierą 17 listopada 2017 roku, a druga – 14 czerwca 2019 roku. Snyder miał wyreżyserować obie części. Na początku lipca 2015 roku ujawniono, że scenariusz do pierwszej części został przepisany przez Terrio. W maju 2016 roku poinformowano, że Ben Affleck będzie producentem wykonawczym, a Geoff Johns i Jon Berg producentami obok Debory Snyder i Charlesa Rovena. Miesiąc później Johns potwierdził, że film będzie miał tytuł Justice League. Zack Snyder zdradził, że będzie on inspirowany serią komiksów „New Gods” autorstwa Jacka Kirby’ego. Mimo że produkcja została początkowo zapowiedziana jako dwuczęściowy film, w czerwcu 2016 roku Snyder oświadczył, że będą to jednak dwie oddzielne produkcje, opisujące odrębne historie.

### Casting

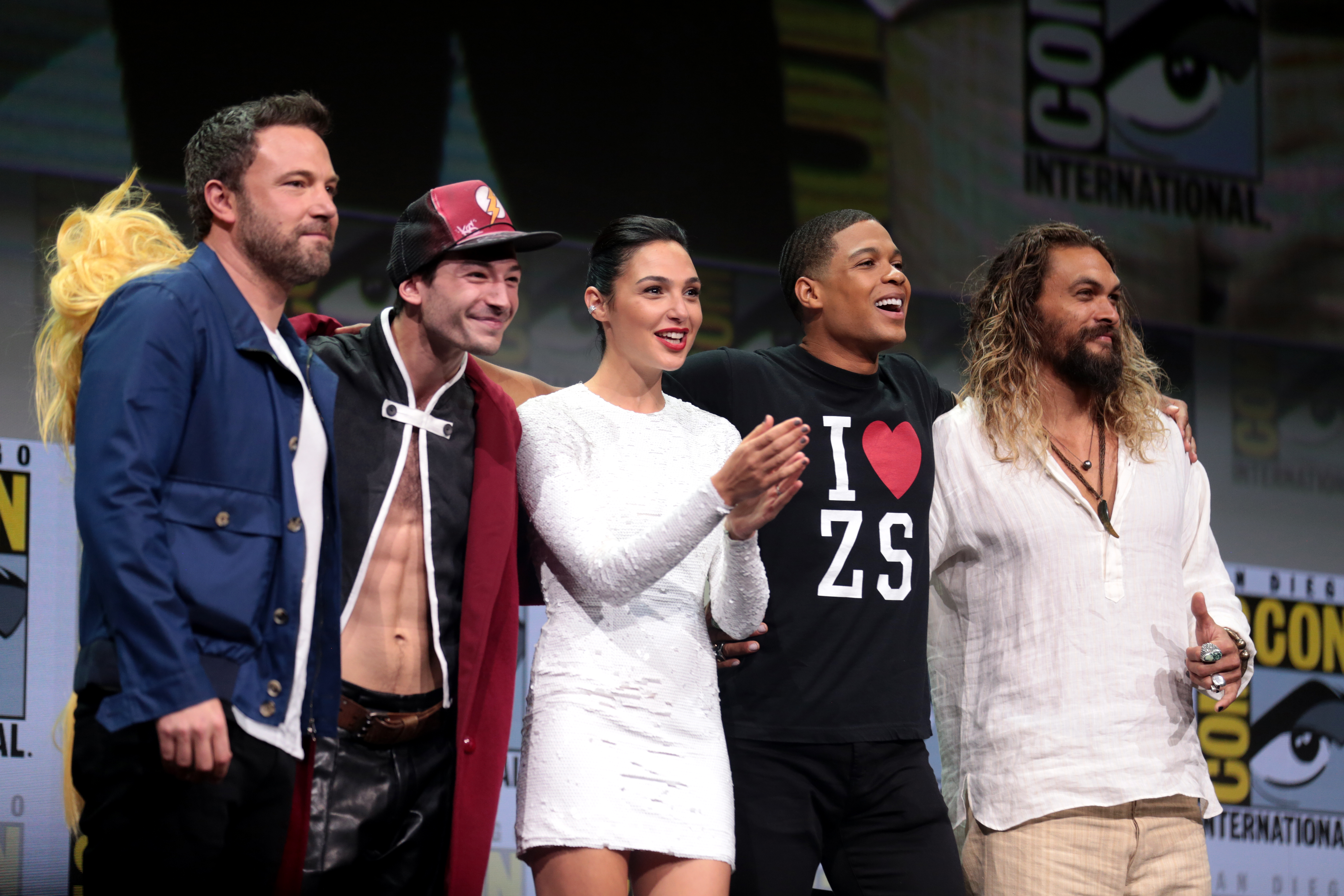
Obsada filmu podczas San Diego Comic-Conu 2017

W kwietniu 2014 roku Ray Fisher został obsadzony jako Victor Stone / Cyborg. W maju tego samego roku poinformowano, że Henry Cavill, Ben Affleck i Gal Gadot powtórzą swoje role z Batman v Superman: Świt sprawiedliwości. W październiku 2014 roku do obsady dołączyli Jason Momoa jako Arthur Curry / Aquaman i Ezra Miller jako Barry Allen / The Flash oraz poinformowano, że Amy Adams ponownie wcieli się w Lois Lane.
W marcu 2016 roku ujawniono, że Amber Heard zagra Merę, a J.K. Simmons, komisarza Jamesa Gordona. W kwietniu do obsady dołączył Willem Dafoe jako Nuidis Vulko oraz Jeremy Irons jako Alfred Pennyworth. W maju doniesiono, że Jesse Eisenberg powróci jako Lex Luthor, a w czerwcu do obsady dołączył Julian Lewis Jones. W listopadzie 2016 roku ujawniono, że Ciarán Hinds zagra Steppenwolfa.
Ostatecznie rola Dafoe została wycięta na etapie postprodukcji, a poza nim również: Kiersey Clemons jako Iris West, Karen Bryson jako Elinore Stone, Zheng Kai jako Ryan Choi, Peter Guinness jako DeSaad, Ray Porter jako Uxas / Darkseid i Harry Lennix jako Calvin Swanwick.

### Zdjęcia
Zdjęcia główne rozpoczęły się 11 kwietnia 2016 roku w Warner Bros. Studios w Leavesden, a także w różnych lokalizacjach w Londynie i na terenie Angliii (hrabstwa Bedfordshire i Hertfordshire). Ponadto filmowano także w Chicago, Los Angeles, w Grecji (wyspa Milos), Islandii (Djúpavík) oraz na Łotwie (Skrunda). Operator Larry Fong, z którym wielokrotnie współpracował Snyder, został zastąpiony przez Fabiana Wagnera z powodu konfliktów w harmonogramie. Scenografię przygotował Patrick Tatopoulos, a nad kostiumami pracował Michael Wilkinson. W maju 2016 roku Irons przyznał, że fabuła filmu będzie bardziej liniowa i prosta w porównaniu do Batman v Superman: Świt sprawiedliwości. 3 czerwca 2016 roku Johns potwierdził, że film będzie nosił tytuł Justice League, a później oświadczył, że będzie on „pełen nadziei i optymizmu” w porównaniu do poprzednich produkcji DC Extended Universe.
Podczas kręcenia filmu pojawiły się doniesienia, że przeróbki Geoffa Johnsa spowodowały nieporozumienia z Chrisem Terrio i kierownictwem Warner Bros. Przedstawiciele Warner Bros. byli niezadowoleni z kształtu dzieła Snydera z powodu negatywnych opinii, jakie otrzymał film Batman v Superman w jego reżyserii. Doniesiono, że Warner Bros. zorganizowało szczyt filmowy dla scenarzystów, w tym Whedona, scenarzysty Wonder Woman Allana Heinberga, Setha Grahame-Smitha i Andrei Berloff. Spowodowało to liczne poprawki w scenariuszu, a Joss Whedon został zatrudniony przez studio do prac nad filmem. Zdjęcia zakończono w październiku 2016 roku.

### Postprodukcja
Montażem zajął się David Brenner. W maju 2017 roku Snyder zrezygnował ze stanowiska reżysera z powodu samobójstwa swojej córki Autumn, a jego miejsce zajął Whedon, aby nadzorować postprodukcję i ukończyć film. W lipcu ogłoszono, że trwają dwumiesięczne dokrętki w Londynie i Los Angeles, a Warner Bros. przeznaczyło na nie około 25 milionów dolarów, co zwiększyło budżet filmu do 300 milionów dolarów. Zdjęcia te zbiegły się z kręceniem Mission: Impossible – Fallout, na potrzeby którego Henry Cavill zapuścił wąsy. Reżyser Christopher McQuarrie, nie chcąc pozwolić Cavillowi na golenie się bez rekompensaty, zażądał 3 milionów dolarów od ekipy produkcyjnej Ligi Sprawiedliwości. Miało to pokryć koszty cyfrowego dodania zarostu na potrzeby Fallout do momentu jego odrośnięcia. Ostatecznie kierownictwo studia Paramount całkowicie odmówiło zgody na zgolenie wąsów, co spowodowało konieczność cyfrowego usunięcia ich na potrzeby Ligi Sprawiedliwości.
W napisach końcowych scenariusz został przypisany Whedonowi wraz z Chrisem Terrio, natomiast reżyseria w całości Snyderowi. Producent Charles Roven powiedział, że do momentu odejścia Snydera film był nakręcony w około 85%. Snyder szacował, że tylko jedna czwarta jego materiału została wykorzystana w wersji kinowej, z kolei operator Fabian Wagner twierdził, że wykorzystane zostało tylko 10% oryginalnego materiału.
Dyrektor generalny Warner Bros., Kevin Tsujihara, nakazał, aby film trwał nie dłużej, niż dwie godziny. W rezultacie, ostateczna wersja trwa dokładnie tyle czasu. Wytwórnia nie zdecydowała się również na przesunięcie premiery filmu, pomimo faktu, że wystąpiły liczne problemy w postprodukcji. Chciano bowiem, aby kierownictwo otrzymało premie pieniężne przed fuzją z AT&T. W lutym 2018 roku pojawiły się informacje, że Snyder został zwolniony z obowiązków reżyserskich, gdyż jego film miał być „nieoglądalny”. Według wydawcy DC Comics, Jima Lee, Snyder nie został zwolniony. Podczas konwentu Calgary Comic and Entertainment Expo Lee stwierdził, że „Snyder wcale nie został zwolniony tylko wycofał się z powodu spraw rodzinnych”.
W lipcu 2020 roku Ray Fisher ujawnił, że studio okłamało obsadę i ekipę filmową, że Snyder osobiście wybrał Whedona do ukończenia filmu. Zdradził też, że sposób traktowania obsady i ekipy produkcyjnej przez Whedona na planie był „obraźliwy, nieprofesjonalny i całkowicie nie do przyjęcia”. Scenarzysta Chris Terrio nazwał kinową wersję aktem wandalizmu i bezskutecznie chciał usunięcia swojego nazwiska z napisów końcowych.
Efekty specjalne przygotowały studia: DNEG, MPC, Scanline VFX, Weta Digital, Pixomondo, Shade VFX, Rodeo FX i Blind Ltd, a odpowiadał za nie John ‘D.J.’ DesJardin.

## Muzyka
W marcu 2016 roku Hans Zimmer, który był jednym z kompozytorów ścieżki dźwiękowej do filmów Człowiek ze stali i Batman v Superman: Świt sprawiedliwości, oświadczył, że wycofał się z pracy nad filmami superbohaterskimi, choć później skomponował jeszcze muzykę do X-Men: Mroczna Phoenix i Wonder Woman 1984. Według pierwotych planów muzykę miał napisać Junkie XL, który wraz z Zimmerem pracował nad Batman v Superman, ale został zastąpiony przez Danny’ego Elfmana w czerwcu następnego roku. Elfman wcześniej pracował przy filmach Batman i Powrót Batmana oraz serialu animowanym z 1992 roku. Elfman wykorzystał motyw Batmana z filmu z 1989 roku. W filmie użyto także motywu Supermana skomponowanego przez Johna Williamsa, gdy wskrzeszony Superman walczy z Ligą Sprawiedliwości, a później także podczas finału, gdy Superman przybywa, by pokonać Steppenwolfa. Film zawiera cover utworu Leonarda Cohena „Everybody Knows” w wykonaniu Sigrid, „Icky Thump” grupy The White Stripes oraz cover utworu The Beatles – „Come Together” w wykonaniu Gary’ego Clarka Jr. i Junkie XL. Album ze ścieżką dźwiękową został wydany 10 listopada 2017 roku w wersji cyfrowej, a 8 grudnia w wersji fizycznej.
| Justice League: Original Motion Picture Soundtrack – 2017 | Justice League: Original Motion Picture Soundtrack – 2017 | Justice League: Original Motion Picture Soundtrack – 2017 | Justice League: Original Motion Picture Soundtrack – 2017 |
| Nr                                                        | Tytuł utworu                                              | Autorzy                                                   | Długość                                                   |
| --------------------------------------------------------- | --------------------------------------------------------- | --------------------------------------------------------- | --------------------------------------------------------- |
| 1.                                                        | „Everybody Knows”                                         | Sigrid (oryg. Leonard Cohen)                              | 4:25                                                      |
| 2.                                                        | „The Justice League Theme – Logos”                        |                                                           | 0:48                                                      |
| 3.                                                        | „Hero’s Theme”                                            |                                                           | 4:17                                                      |
| 4.                                                        | „Batman on the Roof”                                      |                                                           | 2:34                                                      |
| 5.                                                        | „Enter Cyborg”                                            |                                                           | 2:00                                                      |
| 6.                                                        | „Wonder Woman Rescue”                                     |                                                           | 2:43                                                      |
| 7.                                                        | „Hippolyta’s Arrow”                                       |                                                           | 1:16                                                      |
| 8.                                                        | „The Story of Steppenwolf”                                |                                                           | 2:59                                                      |
| 9.                                                        | „The Amazon Mother Box”                                   |                                                           | 4:33                                                      |
| 10.                                                       | „Cyborg Meets Diana”                                      |                                                           | 2:36                                                      |
| 11.                                                       | „Aquaman in Atlantis”                                     |                                                           | 2:39                                                      |
| 12.                                                       | „Then There Were Three”                                   |                                                           | 1:10                                                      |
| 13.                                                       | „The Tunnel Fight”                                        |                                                           | 6:24                                                      |
| 14.                                                       | „The World Needs Superman”                                |                                                           | 1:00                                                      |
| 15.                                                       | „Spark of The Flash”                                      |                                                           | 2:18                                                      |
| 16.                                                       | „Friends and Foes”                                        |                                                           | 4:14                                                      |
| 17.                                                       | „Justice League United”                                   |                                                           | 1:24                                                      |
| 18.                                                       | „Home”                                                    |                                                           | 3:24                                                      |
| 19.                                                       | „Bruce and Diana”                                         |                                                           | 1:06                                                      |
| 20.                                                       | „The Final Battle”                                        |                                                           | 6:14                                                      |
| 21.                                                       | „A New Hope”                                              |                                                           | 4:36                                                      |
| 22.                                                       | „Anti-Hero’s Theme”                                       |                                                           | 5:35                                                      |
| 23.                                                       | „Come Together”                                           | Gary Clark Jr. i Junkie XL (oryg. The Beatles)            | 3:13                                                      |
| 24.                                                       | „Icky Thump”                                              | The White Stripes                                         | 4:14                                                      |
| 25.                                                       | „The Tunnel Fight (całość)”                               |                                                           | 10:58                                                     |
| 26.                                                       | „The Final Battle (całość)”                               |                                                           | 12:57                                                     |
| 27.                                                       | „Mother Russia”                                           |                                                           | 1:45                                                      |
|                                                           |                                                           |                                                           | 1:41:22                                                   |

## Marketing
Pierwszy zwiastun do filmu został udostępniony w marcu 2017 roku. Superman został pominięty we wszystkich wczesnych materiałach marketingowych Ligi Sprawiedliwości, m.in. w zwiastunach, klipach i plakatach, co Henry Cavill uznał za „absurdalne”. Pomimo tego, że jego postać została ukryta w materiałach promocyjnych, Cavill pojawiał się razem z resztą obsady podczas pokazów dla prasy. Clark Kent został ujawniony dopiero w finałowym zwiastunie przed premierą filmu, lecz zmontowano go w taki sposób, jakby Lois Lane śniła o Clarku. Sponsorami i partnerami marketingowymi filmu były firmy AT&T, Gillette, Mercedes-Benz i TCL.

## Wydanie
Światowa premiera filmu Liga Sprawiedliwości miała miejsce 26 października 2017 roku w Pekinie. W wydarzeniu uczestniczyła obsada i produkcja filmu oraz zaproszeni goście specjalni. Premierze tej towarzyszył czerwony dywan oraz szereg konferencji prasowych.
Premiera m.in. w Brazylii i Francji miała miejsce 15 listopada, dzień później film zadebiutował m.in. w Niemczech, Holandii, Zjednoczonych Emiratach Arabskich, Kolumbii, Australii i we Włoszech, a 17 listopada m.in. w Stanach Zjednoczonych, Polsce, Hiszpanii, Turcji, Meksyku, Chinach, Indiach i Wielkiej Brytanii. Natomiast 23 listopada film pojawił się w kinach w Japonii.
13 lutego 2018 roku film został wydany do pobrania w wersji cyfrowej, a miesiąc później na Blu-ray, Blu-ray 3D, Blu-ray 4K Ultra-HD i DVD. Wersja Blu-ray zawiera dwie usunięte sceny zatytułowane „Return of Superman”. Wydanie nie zawiera jednak komentarza reżyserskiego ani od Zacka Snydera, ani Jossa Whedona. Do września 2024 roku zarobił ponad 32,5 miliona dolarów ze sprzedaży DVD i 42,2 miliona dolarów ze sprzedaży Blu-ray, co łącznie daje kwotę ponad 74,7 miliona dolarów z krajowej sprzedaży według „The Numbers”.

## Odbiór

### Box office
Film przy budżecie 300 milionów dolarów zarobił ponad 661,3 miliona, z czego 229 milionów w Stanach Zjednoczonych i Kanadzie oraz 432 miliony w innych krajach. Światowe otwarcie wyniosło 278,8 miliona dolarów. W porównaniu z szacowanym progiem rentowności wynoszącym nawet 750 milionów dolarów, „Deadline Hollywood” poinformował, że film stracił studio około 60 milionów dolarów. Ze względu na utratę pieniędzy studia film został uznany za „katastrofę finansową”, „bombę kasową” i „klapę”.
W Stanach Zjednoczonych i Kanadzie początkowo przewidywano, że film podczas weekendu otwarcia zarobi 110-120 milionów dolarów z 4,051 kin (w tym 400 kin IMAX). Zarobił 13 milionów dolarów z czwartkowych pokazów przedpremierowych, w porównaniu z 11 milionami dolarów zarobionymi przez Wonder Woman w czerwcu. Jednak po zarobieniu 38,5 miliona dolarów pierwszego dnia, prognozy weekendowe zostały obniżone do 95 milionów dolarów. Ostatecznie film zadebiutował z wynikiem 93,8 miliona dolarów, co stanowi spadek o 45% w porównaniu z otwarciem Batman v Superman, które wyniosło 166 milionów dolarów. Był także pierwszym filmem DCEU, który podczas otwarcia zarobił mniej niż 100 milionów dolarów. Tak niski wynik przypisywano m.in. kiepskiej reakcji publiczności na film i większość poprzednich produkcji, a także negatywnemu odbiorowi krytyków i stronie internetowej Rotten Tomatoes nie publikującej wyniku aż do dnia przed premierą, co spowodowało spekulacje oraz wątpliwości ze strony widzów. W drugi weekend zarobki spadły o 56% do 41,1 miliona dolarów, co pozwoliło uplasować się na drugim miejscu w box office, za filmem Coco. W trzecim tygodniu ponownie zajął drugie miejsce za Coco, zarabiając 16,7 miliona dolarów. Natomiast w czwartym tygodniu od premiery film zarobił 9,7 miliona dolarów i 4,3 miliona dolarów w piątym tygodniu, zajmując odpowiednio drugie i piąte miejsce w box office.
W innych krajach przewidywano, że film zadebiutuje na poziomie 215-235 milionów dolarów, a jego światowe otwarcie wyniesie 325-355 milionów dolarów. Pierwszego dnia zarobił 8,5 miliona dolarów w dziewięciu krajach, w tym w Korei Południowej, Francji i Brazylii. Ostatecznie zysk wyniósł 185 milionów dolarów z 65 krajów, w tym 57,1 miliona dolarów z Chin, 9,8 miliona dolarów z Wielkiej Brytanii, 9,6 miliona dolarów z Meksyku i 8,8 miliona dolarów z Korei Południowej. Film pobił rekord na Filipinach, debiutując z wynikiem 1,12 miliona dolarów, co uczyniło go wówczas największym otwarciem w branży filmowej w 2017 roku. W Brazylii film zarobił 14,2 miliona dolarów, co było największym otwarciem w historii kraju. Zysk z Polski wyniósł prawie 1,5 miliona dolarów. Poza Ameryką Północną największymi rynkami filmu były Chiny (106 milionów dolarów), Brazylia (41 milionów dolarów), Meksyk (24,8 miliona dolarów) i Wielka Brytania (24 miliony dolarów).

### Krytyka w mediach
Film spotkał się z mieszaną reakcją krytyków. W serwisie Rotten Tomatoes 40% z 412 recenzji jest pozytywnych, a średnia ocen wystawionych na ich podstawie wyniosła 4,7/10. Na agregatorze Metacritic średnia ważona ocen z 52 recenzji wyniosła 45 punktów na 100. Odbiorcy ankietowani przez CinemaScore, zajmującego się mierzeniem atrakcyjności filmów w Stanach Zjednoczonych, przyznali filmowi średnią ocenę „B+” w skali od A+ do F. W badaniu przeprowadzonym przez konkurencyjny PostTrak 85% widowni przyznała pozytywną ocenę, a 69% publiczności „zdecydowanie poleca” film.
Richard Roeper z „Chicago Sun-Times” przyznał filmowi 3,5 na 4 gwiazdki, chwaląc obsadę, zwłaszcza Gadot. Stwierdził: „To film o początkach zespołu, zrealizowany z wielką zabawą i energią”. Owen Gleiberman z „Variety” wystawił filmowi pozytywną recenzję, w której uznał, że film nie jest „niechlujny ani bombastyczny”, ale „lekki, czysty i prosty”. Peter Travers na łamach „The Rolling Stone” przyznał filmowi 2,5 na 4 gwiazdki, doceniając obsadę, ale krytykując sekwencje akcji i scenariusz. Napisał: „Sceny, w których członkowie Ligi są razem i się kłócą, dodają filmowi humoru i autentyzmu, wzbudzając zainteresowanie widzów. Bez tego film by się rozpadł”. Z kolei Todd McCarthy z „The Hollywood Reporter”, chwaląc Gadot i Millera, nazwał film wizualnie brzydkim i nudnym, mówiąc: „Zmęczenie, powtarzalność i żmudne podejście do ekspozycji to główne cechy tego filmu, który jest również godny uwagi ze względu na to, że Ben Affleck, zakładając kostium Batmana po raz drugi wygląda jakby wolał być wszędzie, tylko nie tu”. Alyssa Rosenberg, pisząc dla „The Washington Post” wystawiła negatywną opinię i opisała film jako „symbol tego, jak zakorzenione stały się filmy o superbohaterach w hollywoodzkim ekosystemie”. Stwierdziła też, że „jest to również mocna ilustracja tego, że sukces niekoniecznie artystycznie podniósł ten gatunek”. Rosenberg uznała, że film był niemal identyczny, jak wiele filmów o superbohaterach, które „pojawiły się już wcześniej” i zawierał jedne z „najbrzydszych i najbardziej bezsensownych efektów specjalnych”.
Michał Walkiewicz z portalu Filmweb wystawił 5 gwiazdek z 10 możliwych i napisał: „Szału nie ma. W swoich najgorszych chwilach Liga Sprawiedliwości ledwo zipie – scenariusz to jedna wielka stajnia Augiasza, zaś fundamenty pod uniwersum wylano niechlujnie”. Chwalił natomiast występ Gadot i Millera. Tymoteusz Wronka z serwisu naEkranie.pl wystawił ocenę 6 na 10 i uznał, że „Liga Sprawiedliwości nie jest żadnym przełomem w ramach DCEU. Podąża bardziej tropem Batman v Superman: Dawn of Justice niż śladami znacznie bardziej udanej opowieści o Wonder Woman”. Zauważył także problemy ze scenariuszem i fabułą i stwierdził, że jest to produkcja „wizualnie spektakularna, ale narracyjnie do poprawy”. Tomasz Alicki z ppe.pl także wystawił ocenę 6 na 10 pisząc: „CGI wygląda wyjątkowo słabo, a scenom walki, nawet w zestawieniu z tym, co widzieliśmy dwa tygodnie temu w Thorze, towarzyszą westchnięcia i oczekiwanie na szybki koniec”. Chwalił Gadot i krytykował czarny charakter, ale ostatecznie uznał, że „Snyder i Whedon zaserwowali fanom DC chaotyczne, momentami przyjemne widowisko, które pozytywnie nastraja na przyszłość”. Piotr Grabiec z portalu spidersweb.pl ocenił film na 7 punktów z 10 możliwych, wyrażając się pozytywnie o warstwie wizualnej filmu, jednakże negatywnie o fabułę i czarnym charakterze, a także niektórych dialogach. Ostatecznie uznał, że: „Justice League wypadł lepiej niż Batman v Superman”.
Patty Jenkins – reżyserka Wonder Woman – skrytykowała film, ponieważ wydawał się sprzeczny z jej produkcją. Mówiła, że Zack Snyder współpracował z nią, aby zachować ciągłość między ich filmami, dbając m.in. o szczegóły, takie jak brak zmiany kostiumu Wonder Woman, ale Joss Whedon zmienił film do tego stopnia, że postacie nie były przedstawiane tak, jak pokazano je w poprzednich filmach.

### Nagrody i nominacje
| Rok  | Ceremonia                      | Kategoria                                 | Nominowani           | Rezultat  | Przypis |
| ---- | ------------------------------ | ----------------------------------------- | -------------------- | --------- | ------- |
| 2017 | Golden Schmoes Awards          | Największe rozczarowanie                  | Liga Sprawiedliwości | Wygrana   | [ 191 ] |
| 2017 | San Diego Film Critics Society | Najlepsza rola komediowa                  | Ezra Miller          | Nominacja | [ 192 ] |
| 2018 | BMI Film & TV Awards           | Nagroda BMI Film Music                    | Danny Elfman         | Wygrana   | [ 193 ] |
| 2018 | Kids’ Choice Awards            | Ulubiony aktor filmowy                    | Ben Affleck          | Nominacja | [ 194 ] |
| 2018 | Kids’ Choice Awards            | Ulubiona aktorka filmowa                  | Gal Gadot            | Nominacja | [ 194 ] |
| 2018 | MovieGuide Awards              | Najlepszy film dla dojrzałej publiczności | Liga Sprawiedliwości | Nominacja | [ 195 ] |
| 2018 | Teen Choice Awards             | Ulubiony film akcji                       | Liga Sprawiedliwości | Nominacja | [ 196 ] |
| 2018 | Teen Choice Awards             | Ulubiona aktorka filmu akcji              | Amy Adams            | Nominacja | [ 196 ] |
| 2018 | Teen Choice Awards             | Ulubiona aktorka filmu akcji              | Gal Gadot            | Nominacja | [ 196 ] |
| 2018 | Teen Choice Awards             | Ulubiony aktor filmu akcji                | Henry Cavill         | Nominacja | [ 196 ] |

## Wersja reżyserska

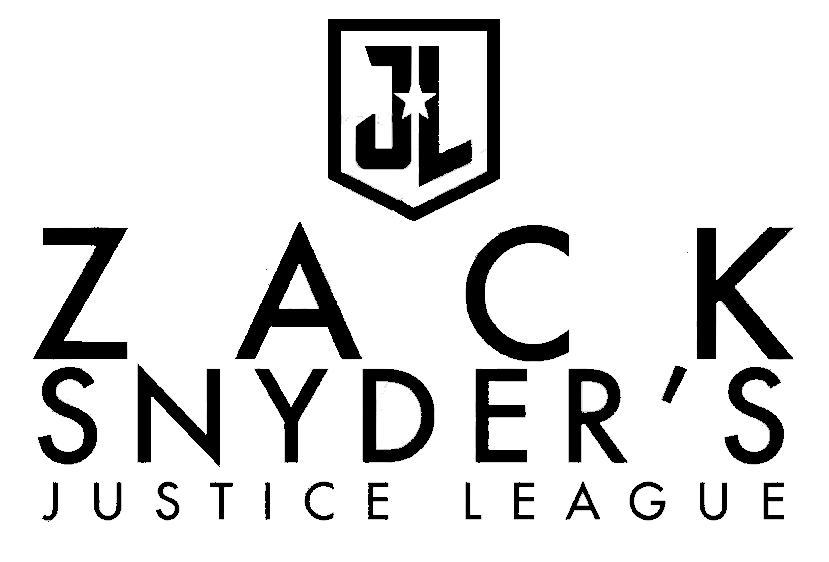
Logo wersji reżyserskiej Zack Snyder’s Justice League

Wersja kinowa filmu otrzymała mieszane recenzje krytyków, a wynik finansowy nie spełnił oczekiwań studia, co zostało uznane za finansowe niepowodzenie. Zaraz po premierze, w listopadzie 2017 roku fani złożyli petycję #ReleaseTheSnyderCut z prośbą o wydanie wersji Zacka Snydera. Inicjatywę poparli członkowie obsady i ekipy filmowej, a sama petycja do marca 2019 roku zebrała prawie 180 tysięcy podpisów. W maju 2020 roku Snyder poinformował, że opublikuje swoją wersję, która zostanie wydana na platformie HBO Max. Do tej wersji zrealizowano dokrętki w październiku, gdy Snyder nakręcił 4 minuty dodatkowego materiału.
Liga Sprawiedliwości Zacka Snydera została wydana 18 marca 2021 roku w serwisie HBO Max w Stanach Zjednoczonych. W Polsce pojawiła się tego samego dnia na HBO Go.

## Kontynuacja
W 2013 roku Zack Snyder nakreślił plany na trylogię o Lidze Sprawiedliwości. W październiku Warner Bros. oficjalnie ogłosiło plany dotyczące franczyzy. Wśród nich znalazły się dwa filmy o Lidze Sprawiedliwości. Amerykańska data premiery drugiej części została wyznaczona na 14 czerwca 2019 roku. Zapowiedziano wtedy również, że Snyder zajmie się reżyserią. Ostatecznie została ona opóźniona na nieokreślony czas.